# Moshoeshoe I
Moshoeshoe I (uitspraak (/mʊˈʃwɛʃwɛ/), Menkhoaneng, ca. 1786 - Thaba Bosiu, 11 maart 1870) was van 1822 tot 1870 stamhoofd van de Basotho en stichter van Basutoland, het tegenwoordige Lesotho.

## Biografie

### Jeugd
Moshoeshoe was de zoon van koning Mokhachane, stamhoofd van de Bamokoteli, een onbeduidende Sothostam. Zijn geboortenaam was Lepoqo, maar hij stond bekend onder zijn bijnaam nadat hij de baarden van zijn overwonnen vijanden had afgeschoren; de naam "Moshoeshoe" zou een onomatopee van scheergeluiden zijn. De inheemse koning en filosoof Mohlomi had een grote invloed op de jonge Moshoeshoe.

### Mfecane
In de jaren 20 van de 19e eeuw raakte Moshoeshoe verwikkeld in de Mfecane, een periode van onrusten bij de inheemse Afrikanen van Zuid-Afrika, in gang gezet door zijn tijdgenoot Shaka Zoeloe. Moshoeshoe bleek een geboren leider te zijn en verenigde vluchtelingen van verschillende stammen in de Drakensbergen, oorspronkelijk op de berg Butha-Buthe. In 1824 vestigde hij zich op de berg Thaba Bosiu, waar hij aanvallen van de Zoeloes, Matabele, Tlokwa en Bergenaars wist af te weren. In de jaren 30 van de 19e eeuw telde hij zo'n 25.000 volgelingen.

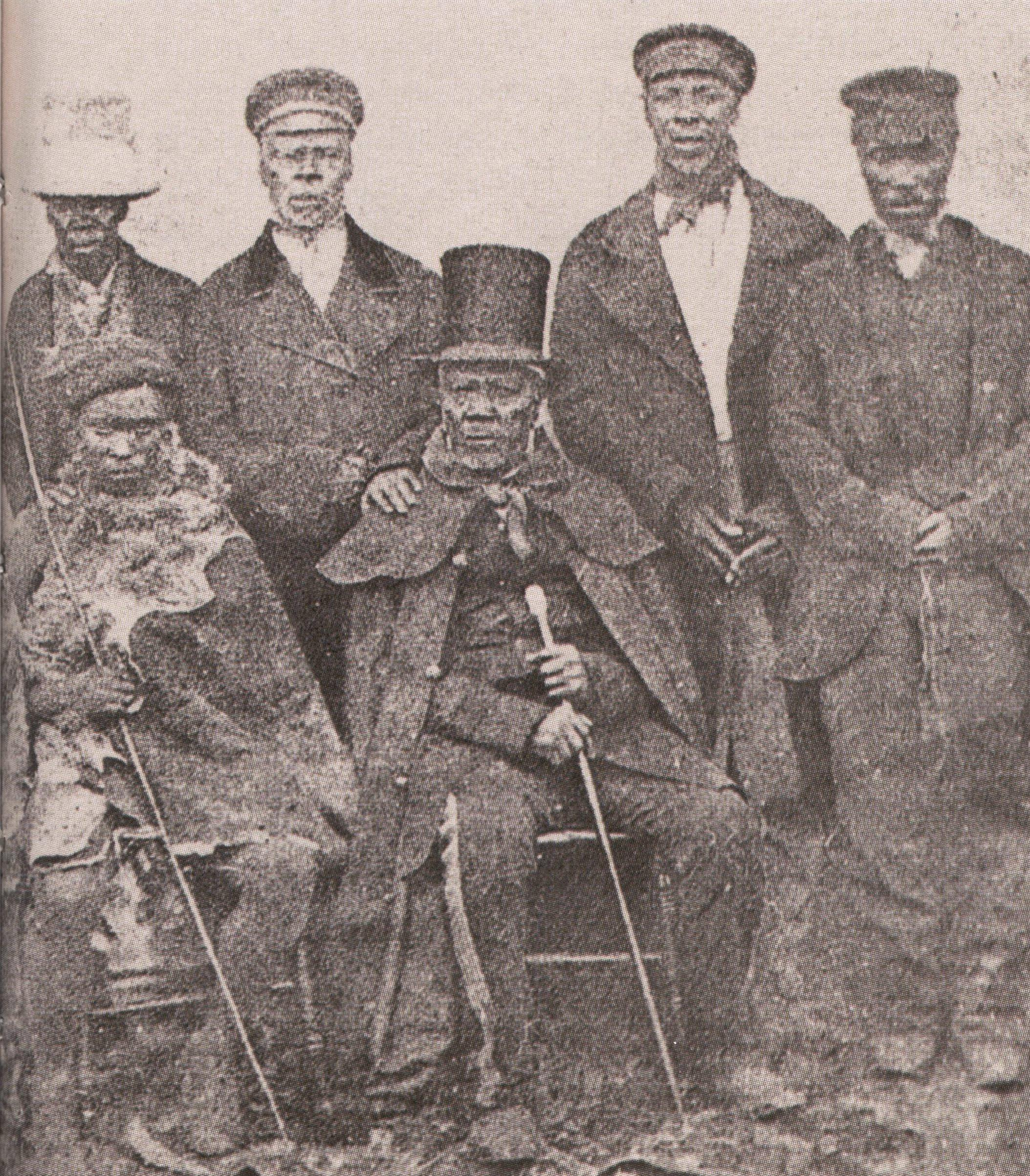
Moshoeshoe met zijn ministers.

In 1833 liet Moshoeshoe Franse missionarissen van het Société des missions évangéliques de Paris toe, hoewel hij aanvankelijk zelf geen christen werd. Aan het eind van zijn leven zou hij alsnog zijn bekeerd, maar hij stierf twee dagen voor zijn geplande doop.

### Basotho-oorlogen
Moshoeshoe werd de eerste koning van het verenigde Basothokoninkrijk en doorstond de Mfecane, maar het duurde niet lang voordat zijn volk opnieuw bedreigd werd; ditmaal door de Boeren en de Britten van de Britse Kaapkolonie. Tijdens de Grote Trek migreerden de Boeren in groten getale naar het Basothokoninkrijk, wat vaak leidde tot schermutselingen.
In 1848 annexeerde het Verenigd Koninkrijk het gebied tussen de Oranje- en de Vaalrivier als de Oranjeriviersoevereiniteit. Moshoeshoe kwam in opstand tegen de Britse expansie en versloeg de Britten tweemaal bij Viervoet en Berea Plateau. Als gevolg overhandigde het Verenigd Koninkrijk in 1854 de Soevereiniteit aan de Boeren met de ondertekening van de Conventie van Bloemfontein. De Boeren stichtten de Boerenrepubliek Oranje Vrijstaat en hervatten de conflicten met de Basotho.
De eerste staatspresident van de Vrijstaat, Josias Philip Hoffman, probeerde de relatie te verbeteren door als vriendelijk gebaar een vat buskruit te schenken aan Moshoeshoe. Dit leidde tot het gedwongen aftreden van de president onder druk van de Volksraad. Zijn opvolger Jacobus Nicolaas Boshoff verklaarde de Eerste Basotho-oorlog aan Moshoeshoe, die onbeslist bleef. Ook president Johannes Henricus Brand was vijandig opgesteld tegen de Basotho en wist in de Tweede en Derde Basotho-oorlog veel territorium van Moshoeshoe te winnen.

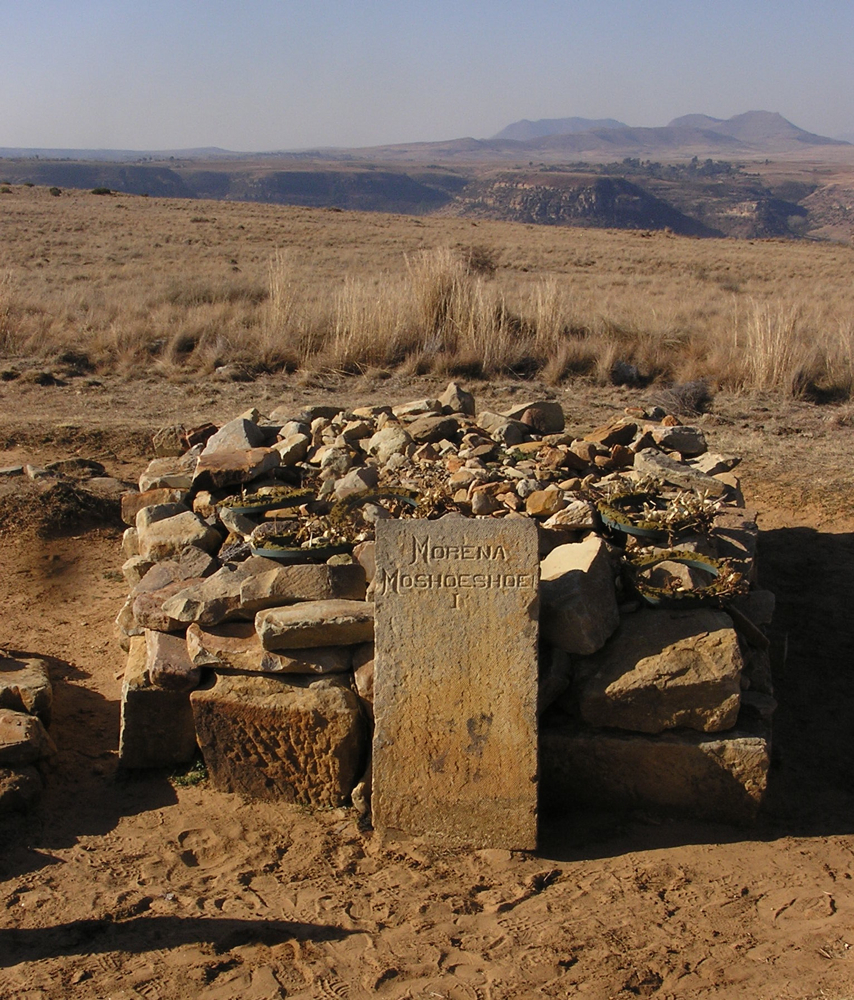
Het graf van Moshoeshoe op Thaba Bosiu

### Vrijwillige annexatie
Na zware verliezen tijdens de Derde Basotho-oorlog besloot Moshoeshoe in 1867 dat zijn land beter af was als Brits protectoraat dan als onderdeel van de Oranje Vrijstaat, en in 1868 stemde koningin Victoria in. Met deze beslissing voorkwam hij de volledige annexatie door de Boeren en zou hij - buiten zijn medeweten - zijn volk een eeuw later beschermen tegen de apartheid.
Moshoeshoe overleed in 1870 en ligt begraven op Thaba Bosiu. Hij wordt algemeen beschouwd als een groot leider, vaak genereus tegenover zijn vijanden. Zijn dynastie regeert tegenwoordig nog steeds over het koninkrijk Lesotho.

### Nalatenschap
- Op 11 maart (zijn sterfdag) wordt in Lesotho Moshoeshoedag gevierd. Dit werd vroeger gevierd op 12 maart, de dag dat Basutoland een Brits protectoraat werd.
- Luchthaven Moshoeshoe Internationaal bij Maseru is vernoemd naar Moshoeshoe.

## Vernoemd
- Shweshwe, Zuid-Afrikaans textiel